# Marplesia dugdalei
Marplesia dugdalei är en spindelart som beskrevs av Forster och Wilton 1973. Marplesia dugdalei ingår i släktet Marplesia och familjen Amphinectidae. Inga underarter finns listade i Catalogue of Life.